# Lista de woredas da região de Benishangul-Gumaz
Esta é a lista de woredas da região de Benishangul-Gumaz, com base na Agência Central Estatística Etíope .

## Zona de Asosa
- Asosa
- Bambasi
- Komesha
- Kormuk
- Menge
- Oda Buldigilu
- Sherkole

## Kamashi
- Asosa
- Agalo Mite
- Belo Jegonfoy
- Kamashi
- Sirba Abbay
- Yaso

## Metekel
- Bulen
- Dangur
- Dibate
- Guba
- Mandura
- Wenbera

## Woredas Especiais
- Mao-Komo
- Pawe